# لوایح امنیتی ژاپن
دو لایحه امنیتی ژاپن که به قانون صلح و امنیت (به ژاپنی: 平和安全法制) موسوم شدند و در سال ۲۰۱۵ به تصویب پارلمان ژاپن رسیدند، تفسیر جدیدی از قانون اساسی ژاپن ارائه دادند که محدودیت تحت لوای آن نیروهای مسلح ژاپن قادرند برای «دفاع جمعی» در خارج از مرزهای این کشور عملیات نظامی انجام دهند. از این رخداد به عنوان یک «چرخش تاریخی» در سیاست‌های نظامی این کشور یاد می‌شود.
تصویب این قانون که توسط حزب حاکم لیبرال دموکرات به رهبری نخست‌وزیر شینزو آبه و حزب مؤتلف آن کومیتو مورد حمایت قرار داشت، با مخالفت عمومی گسترده مواجه شد. مخالفان از این قانون به عنوان «کودتای پارلمانی» یادکرده و معتقد بودند این قانون در تضاد آشکار با نص صریح اصل نهم قانون اساسی ژاپن می‌باشد.